# Подсосенки (Калужская область)
Подсосенки — деревня в Медынском районе Калужской области Российской Федерации. Входит в сельское поселение «Село Кременское».

## Физико-географическое положение
Ближайшие населённые пункты: деревни Тихоновка, Громыкино и Королёво. Недалеко протекает река Дынка.

## Население
| 2002 | 2010 |
| ---- | ---- |
| 24   | ↘13  |

## Этимология
От словосочетания  «под соснами» — рядом с сосновой рощей (бором) 

## История
Бывшее село Лужецкого стана Сосновское. Далее отошло к Ловышинскому стану.
В 1782-м году — деревни Подсосинки(Подсосенка)  и Королёва  Экономической коллегии, что прежде были во владении Николо-Угрешского монастыря.